# Malaise (premiers secours)
Pour les articles homonymes, voir Malaise.
 (mars 2024).
Le « malaise » en premiers secours (et d'une manière générale pour le grand public) est une notion plus large que le sens médical strict (malaise vagal, lipothymie et syncope). Parmi les causes communes de malaise, on trouve les accidents vasculaires cérébraux (attaque cérébrale), les infarctus du myocarde (crise ou attaque cardiaque), les crises d'épilepsie, les crises d'asthme, le diabète sucré, l'hypoglycémie, les allergies, le collapsus cardiovasculaire (ou état de choc), les baisses de tension artérielle (notamment malaise vagal, par exemple à la suite d'une émotion), le stress… Les signes et plaintes seuls ne suffisent pas à déterminer l'origine du malaise, en tant que témoin, sauveteur ou secouriste, on ne peut pas connaître la cause — et on n'en a d'ailleurs pas besoin. La conduite à tenir est donc la même quel que soit le malaise : protéger, interroger, observer, mettre au repos, alerter les urgences médicales.
La victime se plaint d'une sensation pénible et angoissante, parfois douloureuse. Souvent, la victime ne peut déterminer l'origine du trouble qu'elle ressent.
Si l'état initial de la personne n'est pas inquiétant (la personne est consciente), l'affection cachée peut être grave et entraîner une détresse vitale. Il convient donc de prendre impérativement l'avis d'un médecin qui fera un diagnostic (par exemple contacter le médecin du samu en téléphonant au « 15 » en France, composer le « 112 » dans l'Union européenne), déterminera si le malaise est bénin ou grave et décidera de la conduite à tenir.

## Conduite à tenir
Si le malaise est passé, sans suite, une consultation médicale est fortement conseillée.
La conduite à tenir pour le sauveteur, qui constate le malaise en cours, est la suivante :
1. protection : mettre la personne au repos, si possible à l'abri des regards et protégée des intempéries ; on propose la position allongée, ou en cas de problème de respiration on la met assise ou semi-assise, sauf si la personne adopte spontanément une autre position (c'est la victime qui sent la position la plus confortable, voir l'article Position d'attente) ; si la victime est agitée, l'isoler, éloigner les objets avec lesquels elle pourrait se blesser ou blesser quelqu'un ;
2. relever les plaintes de la personne (sensations, douleurs) et relever les signes anormaux ;
3. questionner la personne (ou, si elle ne peut pas parler, son entourage) sur son état de santé habituel :
  - « Depuis combien de temps dure ce malaise ? »
  - « Avez-vous déjà présenté ce type de malaise ? »
  - « Prenez-vous des médicaments ? Lesquels ?»
  - « Avez-vous été gravement malade ou hospitalisé ? »
  - " Quel âge avez-vous ? "
4. appeler les urgences médicales (en France le 15 pour le Samu, ou dans l'Union Européenne le 112, et au Canada 911), même si la victime s'y oppose, et retransmettre les informations collectées ; répondre aux questions du médecin et suivre ses conseils. De préférence, téléphonez loin de la victime (la victime peut être angoissée et le devenir encore plus si par exemple on précise qu'elle est pâle, elle ne le sait pas forcément). Mais il peut être intéressant pour le médecin de parler lui-même à la personne, si elle le peut (intérêt des téléphones sans fil ou portables si la victime ne peut se rendre au téléphone).

Un malaise n'est pas toujours grave (la réponse du médecin peut être « surveillez-la et appelez son médecin traitant si cela ne va pas mieux »), mais ce n'est pas au sauveteur d'en juger.

## Signes et plaintes spécifiques
Un certain nombre de signes et de plaintes particuliers vont permettre au médecin du Samu d'évaluer l'état de la victime. Ces signes et plaintes sont des signaux d'alarme qu'il convient de rechercher pour les transmettre lors de l'appel aux services de secours :
- douleur serrant la poitrine, comme dans un étau
- douleur au ventre intense, et qui dure ou se répète
- la victime a froid et présente des sueurs abondantes alors qu'elle n'a pas fait d'effort et que la chaleur environnante n'est pas importante
- la victime présente une pâleur intense ; chez les personnes ayant une peau hâlée ou colorée, cela peut se voir sur la face intérieure des lèvres
- la victime a du mal à respirer
- la victime a du mal à parler, ou le fait avec de grandes difficultés (par exemple mots inaudibles ou incompréhensibles, bouche déformée)
- la personne présente une paralysie du bras ou de la jambe, même transitoire
- agitation anormale (victime violente, ou bien qui présente des mouvements brusques et incontrôlés).

Si la personne émet une ou plusieurs de ces plaintes, ou présente un ou plusieurs de ces signes, il convient de le noter et d'en informer les secours lors de l'appel.

## Cas particuliers
Si la personne a un traitement médical à prendre en cas de malaise, on aide la personne à prendre son traitement : la maladie a déjà été diagnostiquée par un médecin, qui a prescrit ce traitement, et la victime connaît cette prescription. Si elle ne se souvient pas des prescriptions et qu'elle n'a pas son ordonnance sur elle, on demande l'avis du médecin (samu). Il ne s'agit pas d'administrer le médicament (rôle propre de l'infirmier), mais d'aider la personne à prendre son traitement, c'est-à-dire qu'on l'aide à chercher son traitement dans ses affaires et qu'éventuellement on lui apporte un verre d'eau.
Certaines personnes vont demander spontanément du sucre. Dans ce cas, on leur donne du sucre (le sucre est un médicament pour certaines de ces personnes).
Sinon, on s'abstient de donner quoi que ce soit, ni médicament, ni à boire ni à manger, sans avis médical.

### Idées reçues
Dans le cas d'un malaise bénin (sensation de faiblesse qui passe rapidement), on invoque souvent une hypoglycémie passagère, et on donne du sucre afin de « requinquer » la personne. En fait, chez une personne non diabétique, l'hypoglycémie vraie est très rare, et le sucre met au minimum une vingtaine de minutes à être absorbé alors que l'état de la personne s'améliore souvent bien plus vite. Il s'agit en général d'un malaise vagal.